# Queen Jane Approximately
Queen Jane Approximately – piosenka skomponowana przez Boba Dylana, nagrana przez niego w sierpniu i wydana na albumie Highway 61 Revisited w sierpniu 1965 r.

## Historia i charakter utworu
"Queen Jane Approximately" jest jedną z niedocenianych piosenek z jednego z najciekawszych i najbardziej płodnych okresów kariery Dylana. Sam muzyk rozpoczął wykonywać ten utwór przed publicznością dopiero w 1987 r., jednak robił to raczej rzadko, przeważnie tylko jeden raz w czasie danej tury koncertowej.
Piosenką, która mocno wpłynęła na Dylana była pochodząca z początku XVI wieku anglo-szkocka ballada "The Death of Queen Jane", która figuruje w zbiorze Childe'a pod numerem 170.
Istnieje wiele przypuszczeń, kim była "Queen Jane"; większość jednak uważa, iż chodzi i "panującą" wówczas królową folku – Joan Baez. W tym czasie sam Dylan abdykował i folknicy szukali nowego następcy na intronizację. Niektórzy uważali, iż chodzi tu o zakamuflowaną marihuanę, a jeszcze inni – o drag queen.
Sam Dylan w wywiadzie z 1965 r. udzielonym Norze Ephron i Susan Edmiston powiedział, że "Queen Jane jest mężczyzną".
Ta pełna współczucia piosenka jest ostrzeżeniem przed upadkiem i utratą łaski publiczności. Z tego punktu widzenia jej adresatem powinna być najpewniej właśnie Joan Baez. Dylan przeszedł to już i wie, że taka katastrofa jest nie do uniknięcia. Przedstawia także siebie jako pewnego rodzaju wybawiciela, który pomoże jej powrócić na tron.
Być może jedną z przyczyn napisania tego utworu były wyrzuty sumienia po niezbyt ładnym zerwaniu przez niego związku miłosnego z Joan Baez, która chociaż pojechała jeszcze z nim na tournée po Wielkiej Brytanii (kwiecień i maj 1965), to jednak ani razu nie wystąpiła z nim na scenie.
22 listopada 1965 r. Dylan i jego nowa wielka miłość Sara Lownds wzięli ślub. Joan Baez i Dylan ponownie pojawili się razem na scenie dopiero w 1975 r. podczas Rolling Thunder Revue.

## Sesje i koncerty Dylana, na których wykonywał ten utwór

### 1965
- 2 sierpnia 1965 – sesja nagraniowa do albumu w Columbia studio A w Nowym Jorku. Powstało 7 wersji utworu. Na acetacie (pierwotnej wersji albumu) piosenka ta znalazła się na pozycji 10. Na album została wybrana 7 wersja i ostatecznie umieszczona miejscu 6.

### 1987
Po raz pierwszy Dylan zaczął wykonywać tę piosenkę na koncertach dopiero w 1987 r.
Tournée Bob Dylan & Grateful Dead
- 7 lipca 1987 – koncert na "Sullivan Stadium" w Foxborough w stanie Massachusetts
- 10 lipca 1987 – koncert na "John F. Kennedy Stadium" w Filadelfii w stanie Pensylwania
- 12 lipca 1987 – koncert na "Giants Stadium" w Rutherford w stanie New Jersey
- 19 lipca 1987 – koncert na "Autzen Stadium" w Eugene w stanie Oregon. Ta wersja ukazała się na albumie Dylan & The Dead
- 24 lipca 1987 – koncert na "Oakland County Stadium" w Oakland w Kalifornii
- 26 lipca 1987 – koncert na "Oakland County Stadium" w Oakland w stanie Kalifornia

Tournée Świątynie w płomieniach
- 10 września 1987 – koncert w "St. Jakobs Halle" w Bazylei w Szwajcarii
- 19 września 1978 – koncert w "Sportpaleis Ahoy" w Rotterdamie w Holandii

### 1990
Nigdy nie kończące się tournée
Część 6 "Nigdy nie kończącego się tournée": Fastbreak Tour (pocz. 12 stycznia 1990
- 3 lutego 1990 – koncert w "Hammersmith Odeon" w Londynie w Wielkiej Brytanii

Część 7: Wiosenne tournée po Północnej Ameryce (pocz. 29 maja 1990)
- 18 czerwca 1990 – koncert w "Centennial Centre Concert Hall" w Winnipeg w prow. Manitoba w Kanadzie

Część 9: Późnoletnie tournée po Północnej Ameryce (pocz. 12 sierpnia 1990
- 13 sierpnia 1990 – koncert w "Jubilee Auditorium" w Edmonton w prow. Alberta w Kanadzie

Część 10: Jesienne tournée po USA (pocz. 11 października 1990}
- 25 października 1990 – koncert w "Ted Smith Coliseum" na University of Mississippi w Oxford w stanie Missisipi
- 27 października 1990 – koncert w "Memorial Hall" na Vanderbilt University w Nashville w stanie Tennessee

### 1991
Część 16: Jesienne tournée po USA (pocz. 24 października 1991)
- 19 listopada 1991 – koncert w "Warner Theatre" w Civic Center w Erie w Pensylwanii
- 20 listopada 1991 – koncert w "University Hall" na University of Virginia w Charlottesville w stanie Wirginia

### 1992
Część 18: Wiosenne amerykańskie tournée po Zachodnim Wybrzeżu (pocz. 22 kwietnia 1992)
- 11 maja 1992 – koncert w "The Arlington Theater" w Santa Barbara w Kalifornii

Część 21: Jesienne tournée po USA (pocz. 9 października 1992)
- 12 października 1992 – koncert w "Broome County Forum" w Binghamton w stanie Nowy Jork
- 24 października 1992 – koncert w "Gampel Pavilion" na University of Connecticut w Storrs w stanie Connecticut

### 1993
Część 26: 4 występy w Nowym Jorku (pocz. 16 listopada 1993)
- 16 listopada 1993 – wcześniejszy koncert w "The Supper Club" w Nowym Jorku w stanie Nowy Jork
- 16 listopada 1993 – późniejszy koncert w "The Supper Club" w Nowym Jorku w stanie Nowy Jork
- 17 listopada 1993 – wcześniejszy koncert w "The Supper Club" w Nowym Jorku w stanie Nowy Jork
- 17 listopada 1993 – późniejszy koncert w "The Supper Club" w Nowym Jorku w stanie Nowy Jork

### 1994
Część 28: Wiosenne tournée po USA (pocz. 5 kwietnia 1994)
- 5 kwietnia 1994 – koncert w "Leid Center" na University of Kansas  w Lawrence w stanie Kansas
- 6 kwietnia 1994 – koncert w "Memorial Auditorium" w Spartanburgu w Karolinie Południowej

Część 30: Letnie tournée po USA (pocz. 10 sierpnia 1994)
- 23 sierpnia 1994 – koncert w "Palace Theatre" w Louisville w stanie Kentucky

Część 31: Jesienne tournée po USA (pocz. 1 października 1 października 1984
- 8 października 1994 – koncert w "The Orpheum Theatre" w Bostonie w stanie Massachusetts

### 1995
Część 32: Europejskie wiosenne tournée (pocz. 11 marca 1995)
- 23 maja 1995 – koncert w "Voorst National" w Brukseli w Belgii)
- 5 kwietnia 1995 – koncert w "Labatts Apollo" w Manchesterze w Wielkiej Brytanii

Część 33: Wiosenne tournée po USA (pocz. 10 maja 1996
- 23 maja 1995 – koncert w "The Warfield Theater" w San Francisco w stanie Kalifornia

Część 34: Letnie europejskie tournée (pocz. 29 czerwca 1995)
- 2 lipca 1995 – koncert w "Stadtpark" w Hamburgu w Niemczech
- 30 lipca 1995 – koncert w "Paleo Festival" w Nyon w Szwajcarii

Część 35: Klasyczne jesienne tournée (pocz. 23 września 1995
- 15 października 1995 – koncert w "Thibodaux Civic Center" w Thibodaux w stanie Luizjana

### 1996
Część 38: Letnie europejskie tournée (pocz. 15 czerwca 1996)
- 17 czerwca 1996 – koncert w "Tempodrome" w Berlinie w Niemczech

Część 39: Amerykańskie jesienne tournée (pocz. 17 października 1996)
- 27 października 1996 – koncert w "Austin Music Hall" w Austin w stanie Teksas
- 6 listopada 1996 – koncert w "Municipal Auditorium" w Charleston w stanie Wirginia Zachodnia

### 1997
Część 41: Wiosenne tournée po USA i Kanadzie (pocz. 31 marca 1997)
- 11 kwietnia 1997 – koncert w "Whittemore Center" na University of New Hampshire w Durham w stanie New Hampshire

### 1998
Część 46: Zimowe tournée po USA (pocz. 13 stycznia 1998)
- 27 stycznia 1998 – koncert w "Mid-Hudson Arena" w Poughkeepsie w stanie Nowy Jork
- 30 stycznia 1998 – koncert w "Tilles Center" w C.W. Post College w Brookville w stanie Nowy Jork
- 14 lutego 1998 – koncert w "Public Hall" w Cleveland w stanie Ohio

Część 47: Południowoamerykańskie tournée z The Rolling Stones (pocz. 30 marca 1998)
- 30 marca 1998 – koncert w "Cameo Theater" w Miami na Florydzie

Część 51: Tournée po Zachodnim Wybrzeżu USA w Vanem Morrisonem (pocz. 17 września 1998)
- 25 września 1998 – koncert w "Concord Pavilion" w Concord w Kalifornii

### 1999
Część 53: Zimowe tournée po USA (pocz. 26 stycznia 1999)
- 2 lutego 1999 – koncert w "Pensacola Civic Center" w Pensacola na Florydzie

Część 57: Jesienne tournée z Philem Leshem i Przyjaciółmi po USA (pocz. 26 października 1999)
- 11 listopada 1999 – koncert w "Civic Center" w Auguście w stanie Maine

Były to wszystkie znane koncertowe wykonania "Queen Jane Approximately" od pierwszego wykonania do końca 1999 r. Dylan kontynuował rzadkie wykonywanie utworu w latach 2000.

## Dyskografia i wideografia
Singiel (1966)
- Queen Jane Approximately/One of Us Must Know (Sooner or Later) (1966)

Dyski
- Dylan & The Dead (1989)

## Wersje innych artystów
- The Four Seasons – Sing Big Hits of Bacharach, David & Dylan (1965)
- Lilac Angels – I'm Not Afraid to Say Yes (1973)
- Steven Keene – Keene on Dylan (1990)
- The Grateful Dead – Postcards of the Hanging: Grateful Dead Perform the Songs of Bob Dylan (2002)